# Lycosa nigromarmorata
Lycosa nigromarmorata är en spindelart som beskrevs av Cândido Firmino de Mello-Leitão 1941. 
Lycosa nigromarmorata ingår i släktet Lycosa och familjen vargspindlar. Artens utbredningsområde är Colombia. Inga underarter finns listade i Catalogue of Life.